# 蔣顕
蔣 顕（しょう けん、? - 景元5年（264年））は、中国三国時代の蜀漢の官僚。荊州零陵郡湘郷県の人。父は蔣琬。兄は蔣斌。

## 生涯
炎興元年（263年）の蜀漢の滅亡時、太子僕の官にあり、剣閣で鍾会と交戦中の姜維に、降伏するという劉禅の勅令を伝えた。
その後は兄の蔣斌と共に、鍾会にその才能・学識を愛され、行動を共にしたが、魏の景元5年（264年）正月、鍾会の反乱による混乱の中で殺害された。